# 百華夜光
『百華夜光』（ひゃっかやこう）は、オトメイトより2015年2月12日に発売されたPlayStation Vita用女性向け恋愛アドベンチャーゲーム。

## あらすじ
人間の世界と妖たちの世界が交わる場所に、花街・高天原は存在していた。
お職花魁候補として育てられた少女、出雲は外の世界にあこがれ、高天原を出ようとしていた。

## 登場人物
出雲（いずも）
本作の主人公。幼い時から高天原でお職花魁候補として育て上げられた少女。外の世界にあこがれている。
白蓮（はくれん）
声 - 櫻井孝宏
出雲が出会った白蛇の妖。顔から鎖骨にかけてかかれた黒蛇の入れ墨は、あるときになると赤くなる。
六合 龍二（りくごう りゅうじ）
声 - 小野友樹
高天原に出入りする小物問屋の行商人。独立を夢見ている。
雪成（ゆきなり）
声 - 細谷佳正
天原隠密部隊・月詠寮所属の、陰陽術の使い手。出雲の幼馴染であり、兄のような人物。
時景（ときかげ）
声 - 岡本信彦
出雲のもう一人の幼馴染で、雪成の好敵手。天原隠密部隊・天照寮に所属しており、剣の腕と体術に自信がある。
東雲（しののめ）
声 - 近藤隆
ミステリアスな狐の妖。
瑞樹（みずき）
声 - 石川界人
出雲が振袖新造になったころからつけられた世話人の鞍馬天狗。
とし葉（としは）
声 - 日笠陽子
出雲の親友である内芸妓。
櫛名大夫（くしなだゆう）
声 - 渡辺明乃
出雲を育て上げた花魁太夫。
楼主（ろうしゅ）
声 - てらそままさき
高天原の妓楼の主にして、高天原の中心人物。葉巻を好む。客に対しては愛想がよいが、金にがめつい。
遣手（やりて）
声 - 堀越知恵
芸妓たちのまとめ役。しかめっ面をしていることがほとんど。
番頭（ばんとう）
声 - 幸地真作
妓楼で働く男たちのまとめ役。
蘇芳（すおう）
声 - 市来光弘
出雲に近づく青年。
 ???
声 - 相川奈都姫
出雲に近づく女性。鎖骨と右足に入れ墨がある。

## 主題歌
オープニングテーマ「風と散り、空に舞い」
作詞：こだまさおり / 作曲・編曲：藤井雄大 / 歌：日笠陽子
エンディングテーマ「素描の青空」
編曲：SHIKI / 歌・作詞・作曲：MIKOTO

## 関連商品

### CD
- 百華夜光 音楽篇 杉浦勇紀パート（2015年4月24日発売）

### 書籍
- 百華夜光 公式アートブック（2015年5月22日発売）
- 小説 百華夜光（2015年12月20日発売）